# وینا (استان اشوی‌داشکسیه)
وینا (به لهستانی: Winna) یک منطقهٔ مسکونی در لهستان است که در گمینا واگوو (استان اشوی‌داشکسیه) واقع شده‌است. وینا ۵۲ نفر جمعیت دارد.